# 氷河戦士ガイスラッガー/われらの命 ソロン号
「氷河戦士ガイスラッガー」（ひょうがせんしガイスラッガー）は、水木一郎、ならびに堀江美都子・コロムビアゆりかご会のシングル。1977年4月1日に日本コロムビアから発売された（SCS-346）。

## 概要
表題曲「氷河戦士ガイスラッガー」は、テレビアニメ『氷河戦士ガイスラッガー』のオープニングテーマとして使用された。カップリングには、堀江美都子が歌う同作エンディングテーマ「われらの命 ソロン号」が収録されている。
本楽曲が発売された1977年4月1日は、水木一郎が「オー!大鉄人ワンセブン」を、堀江美都子が「あしたへアタック」を、それぞれ同日に発売している。

## 収録曲
（全作曲・編曲：菊池俊輔）
1. 氷河戦士ガイスラッガー
歌：水木一郎
作詞：石森章太郎
  - テレビアニメ『氷河戦士ガイスラッガー』オープニングテーマ。
2. われらの命 ソロン号
歌：堀江美都子、コロムビアゆりかご会
作詞：八手三郎
  - テレビアニメ『氷河戦士ガイスラッガー』エンディングテーマ。

## 収録アルバム
※特筆のないものは両曲収録
- 石ノ森章太郎の世界
- 続々・テレビまんが主題歌のあゆみ（1のみ収録）
- 続々・テレビまんが懐かしのB面コレクション（2のみ収録）

## カバー
「アニメタル・マラソン」
アニメタルによる「氷河戦士ガイスラッガー」のカバーを収録。